# Javier de Pedro
Francisco Javier de Pedro Falque (Logroño, 4 agosto 1973) è un ex calciatore spagnolo, di ruolo centrocampista.

## Carriera

### Club
Prodotto del vivaio del Real Sociedad, De Pedro esordisce con il club basco il 7 novembre 1993 subentrando nella sconfitta casalinga per 1-3 contro il Lleida . Successivamente diventerà uno dei pezzi fondamentali della squadra, fornendo numerosi assist e segnando un buon numero di gol.
De Pedro passa Blackburn il 1º luglio 2004 dopo aver rifiutato il trasferimento al Southampton F.C. l'anno precedente e giocando in Spagna l'ultima stagione del suo contratto. Fa il suo debutto per il club il 14 agosto 2004 nel pareggio 1-1 contro il West Bromwich Albion prima di essere sostituito da Tugay Kerimoğlu prima del secondo tempo.
Il 31 gennaio 2005 De Pedro si svincola e firma per il Perugia, dove gioca soltanto poche partite prima di andare all'IFK Göteborg, che lascia dopo poche partite per ragioni personali nel dicembre 2005.
Successivamente De Pedro giocherà soltanto qualche partita con la mediocre squadra greca dell'Ergotelis. Tornerà poi in Spagna per giocare con il Burgos CF.
Dopo un'esperienza al CD Vera, club delle isole Canarie, De Pedro si ritira dal calcio giocato e intraprende il corso per diventare allenatore.

### Nazionale
Esordisce con la Spagna in un match amichevole contro la Russia il 23 settembre 1998 a Granada. De Pedro farà parte della spedizione spagnola ai Mondiali 2002 dove gioca tutte le partite partendo da titolare. L'ultima sua presenza in nazionale risale al 2003.
Conta anche 7 presenze e tre reti con la Nazionale di calcio dei Paesi Baschi.

## Statistiche

### Cronologia presenze e reti in Nazionale
| Cronologia completa delle presenze e delle reti in nazionale ― Spagna | Cronologia completa delle presenze e delle reti in nazionale ― Spagna | Cronologia completa delle presenze e delle reti in nazionale ― Spagna | Cronologia completa delle presenze e delle reti in nazionale ― Spagna | Cronologia completa delle presenze e delle reti in nazionale ― Spagna | Cronologia completa delle presenze e delle reti in nazionale ― Spagna | Cronologia completa delle presenze e delle reti in nazionale ― Spagna | Cronologia completa delle presenze e delle reti in nazionale ― Spagna |
| Data                                                                  | Città                                                                 | In casa                                                               | Risultato                                                             | Ospiti                                                                | Competizione                                                          | Reti                                                                  | Note                                                                  |
| --------------------------------------------------------------------- | --------------------------------------------------------------------- | --------------------------------------------------------------------- | --------------------------------------------------------------------- | --------------------------------------------------------------------- | --------------------------------------------------------------------- | --------------------------------------------------------------------- | --------------------------------------------------------------------- |
| 23-9-1998                                                             | Granada                                                               | Spagna                                                                | 1 – 0                                                                 | Russia                                                                | Amichevole                                                            | -                                                                     | 30’                                                                   |
| 14-10-1998                                                            | Tel Aviv                                                              | Israele                                                               | 1 – 2                                                                 | Spagna                                                                | Qual. Euro 2000                                                       | -                                                                     | 20’ 72’                                                               |
| 18-11-1998                                                            | Salerno                                                               | Italia                                                                | 2 – 2                                                                 | Spagna                                                                | Amichevole                                                            | 1                                                                     | 63’                                                                   |
| 27-3-2002                                                             | Rotterdam                                                             | Paesi Bassi                                                           | 1 – 0                                                                 | Spagna                                                                | Amichevole                                                            | -                                                                     | 68’                                                                   |
| 17-4-2002                                                             | Belfast                                                               | Irlanda del Nord                                                      | 0 – 5                                                                 | Spagna                                                                | Amichevole                                                            | -                                                                     | 46’                                                                   |
| 2-6-2002                                                              | Gwangju                                                               | Spagna                                                                | 3 – 1                                                                 | Slovenia                                                              | Mondiali 2002 - 1º turno                                              | -                                                                     |                                                                       |
| 7-6-2002                                                              | Jeonju                                                                | Spagna                                                                | 3 – 1                                                                 | Paraguay                                                              | Mondiali 2002 - 1º turno                                              | -                                                                     |                                                                       |
| 16-6-2002                                                             | Suwon                                                                 | Spagna                                                                | 1 – 1 dts (3 – 2 dtr)                                                 | Irlanda                                                               | Mondiali 2002 - Ottavi di finale                                      | -                                                                     | 66’                                                                   |
| 22-6-2002                                                             | Gwangju                                                               | Spagna                                                                | 0 – 0 dts (3 – 5 dtr)                                                 | Corea del Sud                                                         | Mondiali 2002 - Quarti di finale                                      | -                                                                     | 53’ 70’                                                               |
| 30-4-2003                                                             | Madrid                                                                | Spagna                                                                | 4 – 0                                                                 | Ecuador                                                               | Amichevole                                                            | 1                                                                     |                                                                       |
| 7-6-2003                                                              | Saragozza                                                             | Spagna                                                                | 0 – 1                                                                 | Grecia                                                                | Qual. Euro 2004                                                       | -                                                                     | 59’                                                                   |
| 11-6-2003                                                             | Belfast                                                               | Irlanda del Nord                                                      | 0 – 0                                                                 | Spagna                                                                | Qual. Euro 2004                                                       | -                                                                     | 79’ 85’                                                               |
| Totale                                                                |                                                                       | Presenze                                                              | 12                                                                    |                                                                       | Reti                                                                  | 2                                                                     |                                                                       |